# Stenomeris dioscoreifolia
Stenomeris dioscoreifolia là một loài thực vật có hoa trong họ Dioscoreaceae. Loài này được Planch. miêu tả khoa học đầu tiên năm 1852.